# Liste der Monuments historiques in Locarn
Die Liste der Monuments historiques in Locarn führt die Monuments historiques in der französischen Gemeinde Locarn auf.

## Liste der Bauwerke
| Bezeichnung                   | Beschreibung        | Standort | Kennzeichnung | Schutzstatus | Datum | Bild           |
| ----------------------------- | ------------------- | -------- | ------------- | ------------ | ----- | -------------- |
| Kirche St-Hernin und Friedhof | 16./17. Jahrhundert | (Lage)   | PA00089306    | Inscrit      | 1926  | weitere Bilder |

## Liste der Objekte

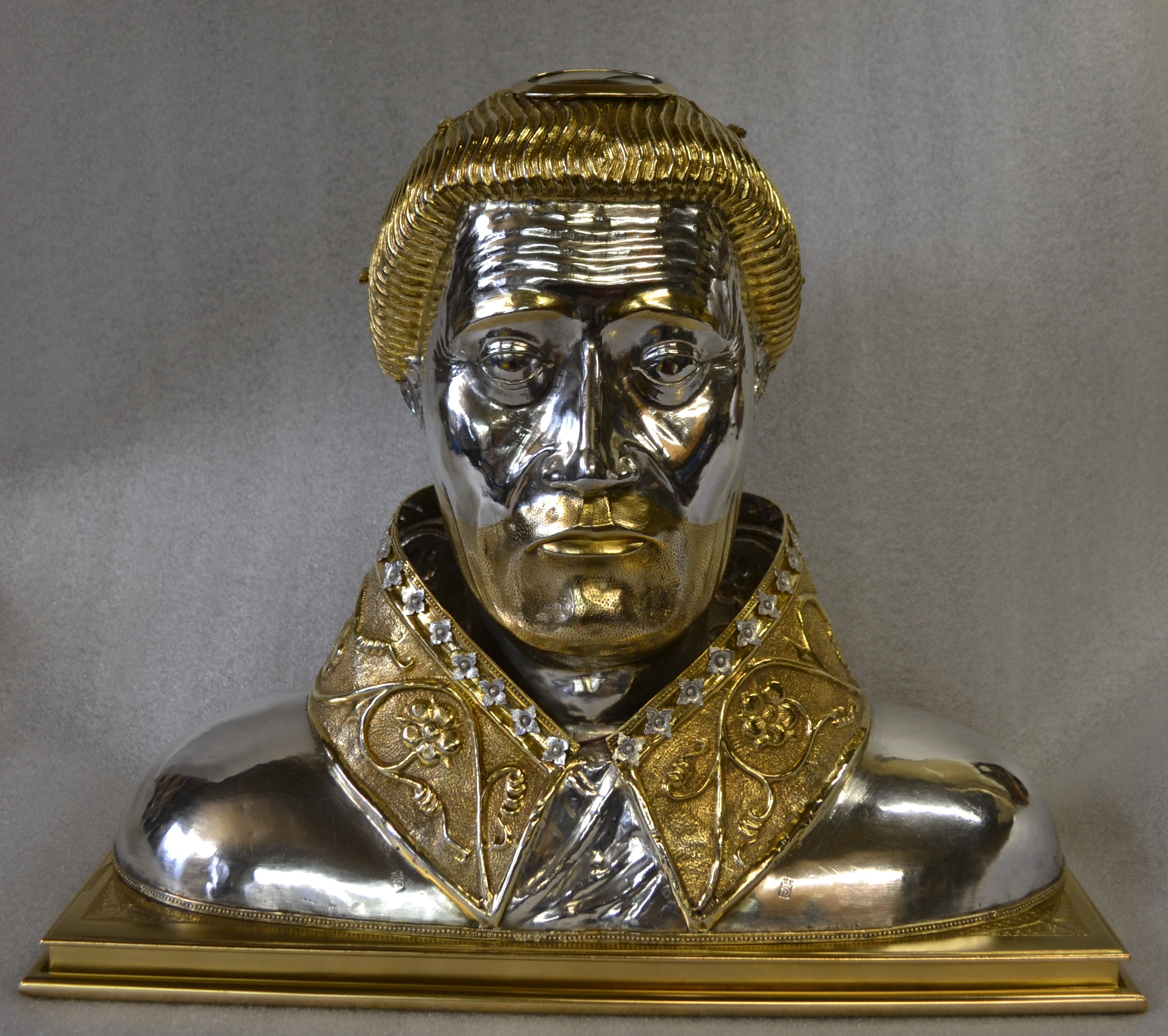
Reliquienbüste (16. Jahrhundert) in der Kirche St-Hernin

- Monuments historiques (Objekte) in Locarn in der Base Palissy des französischen Kultusministeriums